# Yang Chuan-kwang
Yang Chuan-kwang (chiń. 楊傳廣; pinyin Yáng Chuánguǎng) – tajwański lekkoatleta, medalista olimpijski z Rzymu, dziesięcioboista. Dwukrotny złoty medalista igrzysk azjatyckich w dziesięcioboju.
Najbardziej znany występ Yang Chuan-kwanga miał miejsce na igrzyskach olimpijskich w Rzymie. Po dramatycznym pojedynku z Raferem Johnsonem Yang przegrał walkę o złoto, zaś Johnson ustanowił rekord olimpijski (8392 punkty). W 1963 został uznany najlepszym zawodnikiem w prestiżowym plebiscycie Track & Field Athlete of the Year.
W 2001 zdiagnozowano u niego raka wątroby. Był wówczas prezesem Narodowego Centrum Treningowego w Kaohsiung. Zmarł 27 stycznia 2007.